# حسين السيد (لاعب كرة قدم مواليد 2001)
حسين السيد محمد علي عبد العاطي (مواليد 27 يناير 2001، لاعب كرة قدم مصري يجيد اللعب في الظهير الأيسر.
لعب سابقاً في نادي الوحدة في دوري الخليج العربي الإماراتي و نادي الحمرية ونادي مسافي.